# Iván Fedorovich Bespaly
Iván Fiódorovich Bespaly nacido antes de 1619 - coronel del Regimiento de Uman, nombrado Hetman de Ucrania de la Margen Izquierda en 1658-59.

## Origen
Provenía de la familia noble del escudo de armas "Zagloba", conocida en Zínkiv (raión de Vínkivtsi). Participó de la Rebelión de Jmelnitski.

## Biografía
Fue uno de los fundadores del Regimiento de Uman del ejército de Zaporiyia y, según el registro de 1649, fue uno de los capataces del regimiento.
En 1658, era coronel del Regimiento de Uman, cuando, después de la represión del levantamiento de Barabash y Pushkar en la primavera de 1658, Iván Vihovski comenzó una persecución de los líderes cosacos que no gozaban de su confianza.
En junio de 1658, por orden de Vihovski, Iván Mijáilovich Sulima, el coronel de Pereyáslav, fue asesinado. Unos meses después, Iván Kolyubaka, el nuevo coronel de Pereyáslav, fue decapitado. Además: Timoféi Anikeenko, el coronel del Regimiento de Korsun, fue fusilado; y 12 centuriones de diferentes regimientos fueron ejecutados junto con los coroneles.
En este contexto, Iván Bespaly decidió huir al Sich de Zaporiyia, donde también buscaron refugio otros líderes cosacos, como: Mijaíl Sulíchich, el coronel de Pavolotski; y el capitán general Iván Kovalevski.
En la Sich de Zaporiyia, Bespaly fue elegido jefe de Kosh y enviado a Moscú al Zar Alejo I, donde se reunió con los restos del levantamiento de Barabash y Pushkar y se pronunció contra la política de Vihovski, defendiendo la unidad de los Sich y los cosacos de la ciudad: “Entre nosotros, el ejército de los kosh y la ciudad, nunca hubo tal guerra interna, solo hermano por hermano, y camarada por camarada, todos vivieron juntos fiel y amorosamente”.
Desde 1658, Bespaly participó en las campañas del Príncipe Grigori Grigórievich Romodánovski contra Vihovski, quien se pasó al lado de la República de las Dos Naciones.
Entre el 7 y el 12 de noviembre de 1658, durante el asedio de Varva (raión de Pryluky), por sugerencia del Príncipe Romodánovski, Bespaly fue elegido Hetman del Ejército de Zaporiyia. Fue el primer Hetman de Ucrania de la Margen Izquierda.
En febrero de 1659, estaba en Romny.
Entre el 8 y el 12 de julio de 1659, participó en la Batalla de Konotop con las tropas del Príncipe Alekséi Nikítich Trubetskoy, en la que dirigió un destacamento de cosacos del Ejército de Zaporiyia. Por su servicio en Konotop, Hetman Bespaly y todo el Ejército de Zaporiyia recibieron elogios y premios del Zar Alejo I, por lo que se envió una carta especial de elogio.
En 1659, durante la Segunda Rada de Pereyáslav, Bespaly dimitió voluntariamente como Hetman y Yuri Jmelnitski fue elegido en su lugar. Bespaly, a su vez, fue confirmado en el rango de juez general y continuó ejerciendo una influencia significativa en la política hasta 1662 .
Según V.V. Krivosheya, Bespaly podría haber sido fusilado por Yuri Jmelnitski en 1662. Esto se menciona en las acusaciones de Iván Bryujovetsky contra Yakym Somkó.